# 哈萨克斯坦国家女子冰球队
哈萨克斯坦国家女子冰球队是代表哈萨克斯坦参加国际顶级冰球比赛的隊伍，參加的比賽包括国际冰球联合会主辦的世界女子冰球锦标赛（1999年首度參加）。女子国家队由哈萨克斯坦冰球联合会負責管理。2011年哈萨克斯坦有127名女子冰球球员。 

## 比赛记录

### 奥运会
- 2002年冬季奥林匹克运动会冰球比赛 – 获得第 8 名